# IRAS 17163-3907
IRAS 17163-3907 (o Nebulosa del huevo frito) es una estrella hipergigante amarilla y una de las más raras de todo el universo. Esta estrella posee un diámetro mil veces mayor que el de nuestro Sol y su nebulosa tiene la forma aparente de un huevo frito. Fue fotografiada recientemente por el Observatorio Austral Europeo (ESO).
Su brillo es 500 000 veces más potente que el de nuestro sol, y se encuentra a unos 13000 años luz de la Tierra por lo que posiblemente sea la estrella hipergigante amarilla más cerca encontrada hasta ahora.

## Su descubrimiento
Como lo indica su nombre, IRAS 17163-3907 fue detectada por primera vez en 1983,por el satélite IRAS, gracias a las ondas infrarrojas que emite en longitudes de onda cercanas a los 12 micrones. Se encuentra cerca del centro de la Vía Láctea, más precisamente en la constelación de Escorpio. Pero a pesar de ser una de las 30 estrellas más brillantes del cielo nocturno en el infrarrojo, debido a su débil emisión de luz visible, recién ahora se detectó que se trataba de una hipergigante amarilla. Por otra parte, la forma esférica casi perfecta de su nebulosa fue recientemente descubierta gracias a la cámara infrarroja VISIR del Very Large Telescope (VLT), instalado en Cerro Paranal (Chile).  Esta cámara,utilizando sus tres filtros en el infrarrojo medio (verde (11 850 nm), rojo (12 810 nm) y azul (8590 nm)), logró avistar el material a su alrededor y fotografiar sus dos envoltorios o nubes casi esféricas.

## Sus dimensiones
En comparación con nuestro sistema solar si la nebulosa del Huevo Frito es colocada en el centro, nuestro sol junto con los todos planetas interiores (entre ellos la Tierra), y Júpiter quedarían dentro del diámetro de la estrella. Por otro lado, los astrónomos suponen que el envoltorio exterior tiene un radio que equivale a 10 000 veces la distancia entre la Tierra y el Sol, y es incluso mayor que la órbita que describe Neptuno.
Con una masa total de aproximadamente veinte veces la del Sol, durante su evolución, en pocos cientos de miles de años, ha expulsado material rico en silicatos y gases, formando 2 nebulosas que equivalen a unas 4 veces la masa de todo nuestro sistema solar, de forma casi esférica que le dan su forma tan llamativa. Debido a su actividad es posible que la estrella se convierta en una supernova creando así nuevos componentes químicos que den lugar a nuevas estrellas.

## Su evolución
Esta estrella comenzó quemando todo su hidrógeno con una masa equivalente a unos veinte soles o más, y se convirtió en una supergigante roja. Luego de haber consumido todo su helio paso a su estado actual de hipergigante amarilla y seguirá así durante unos pocos millones de años más, lo cual equivale a un tiempo de vida relativamente breve en términos cosmológicos. Finalmente evolucionará como otro tipo estrella llamada variable azul, muy luminosa e inusual variando continuamente su brillo y perdiendo de a poco la mayor parte de su masa a causa de los fuertes vientos estelares que genera. Finalmente es posible que se convierta en una inestable Wolf-Rayet y explote formando una violenta supernova.
Las propiedades de éste objeto se consideran muy similares a las de IRC+10420, otra hipergigante amarilla situada en la constelación del Águila rodeada también de una nebulosa formada de modo similar.
Se estima también que la nebulosa exterior contiene 0.17 masas solares de polvo y que fue producida en una explosión que tuvo lugar 16.000 años atrás en la que se expulsaron alrededor de 7 masas solares de masas de gas. Las propiedades de ésta son similares a las de las que rodean a algunas Variables luminosas azules, sugiriendo que esas nebulosas tienen su origen en pérdida de masa durante la fase de supergigante roja.